# Carbonara
Pasta alla carbonaraⓘ – potrawa kuchni włoskiej złożona z makaronu, jajek, pancetty lub guanciale, sera pecorino romano lub parmezanu oraz czarnego pieprzu. Niepoprawnym jest mówienie o „sosie carbonara”, ponieważ makaron i pozostałe składniki stanowią tu nierozerwalną całość.

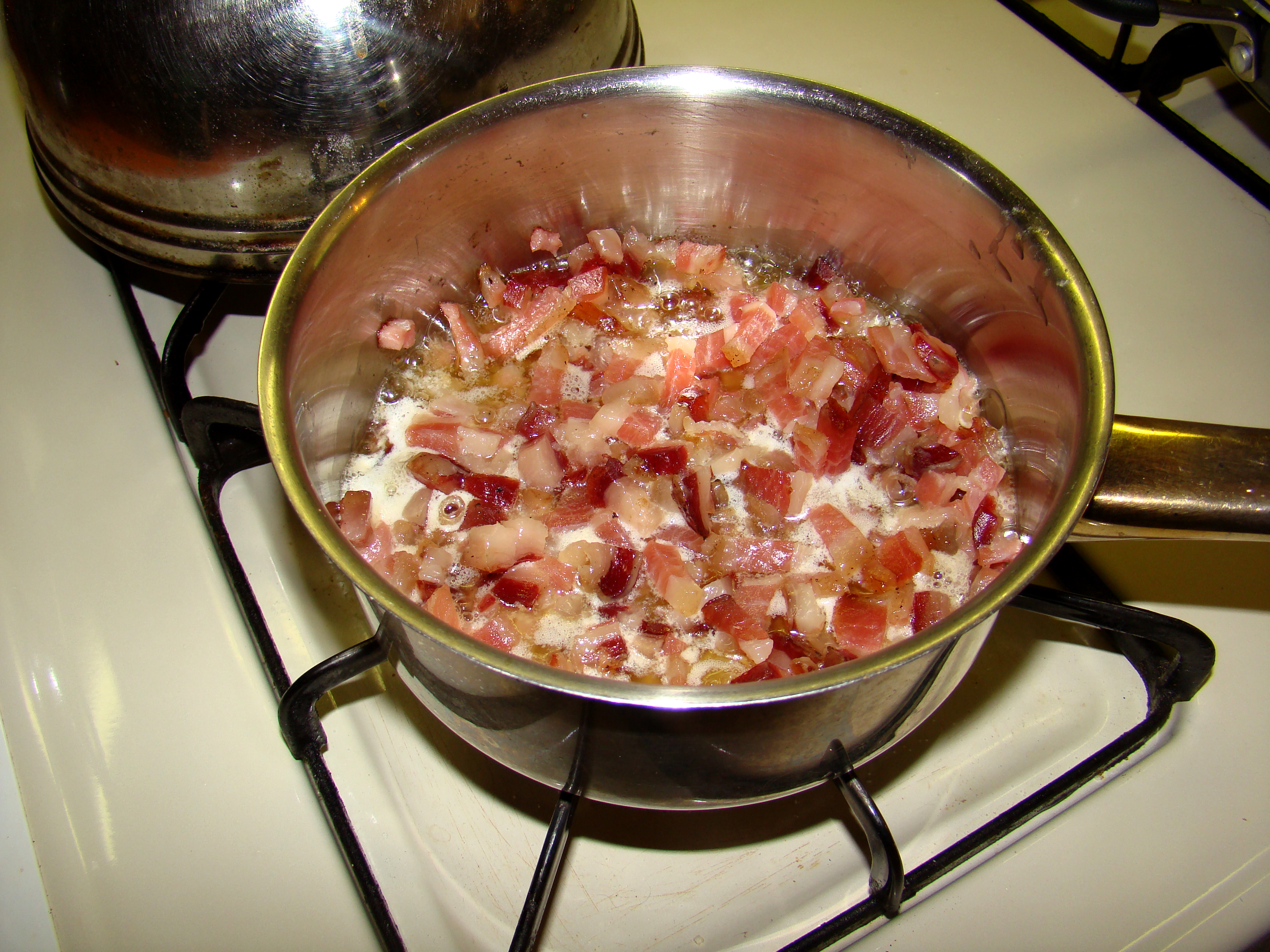
Pancetta w trakcie smażenia

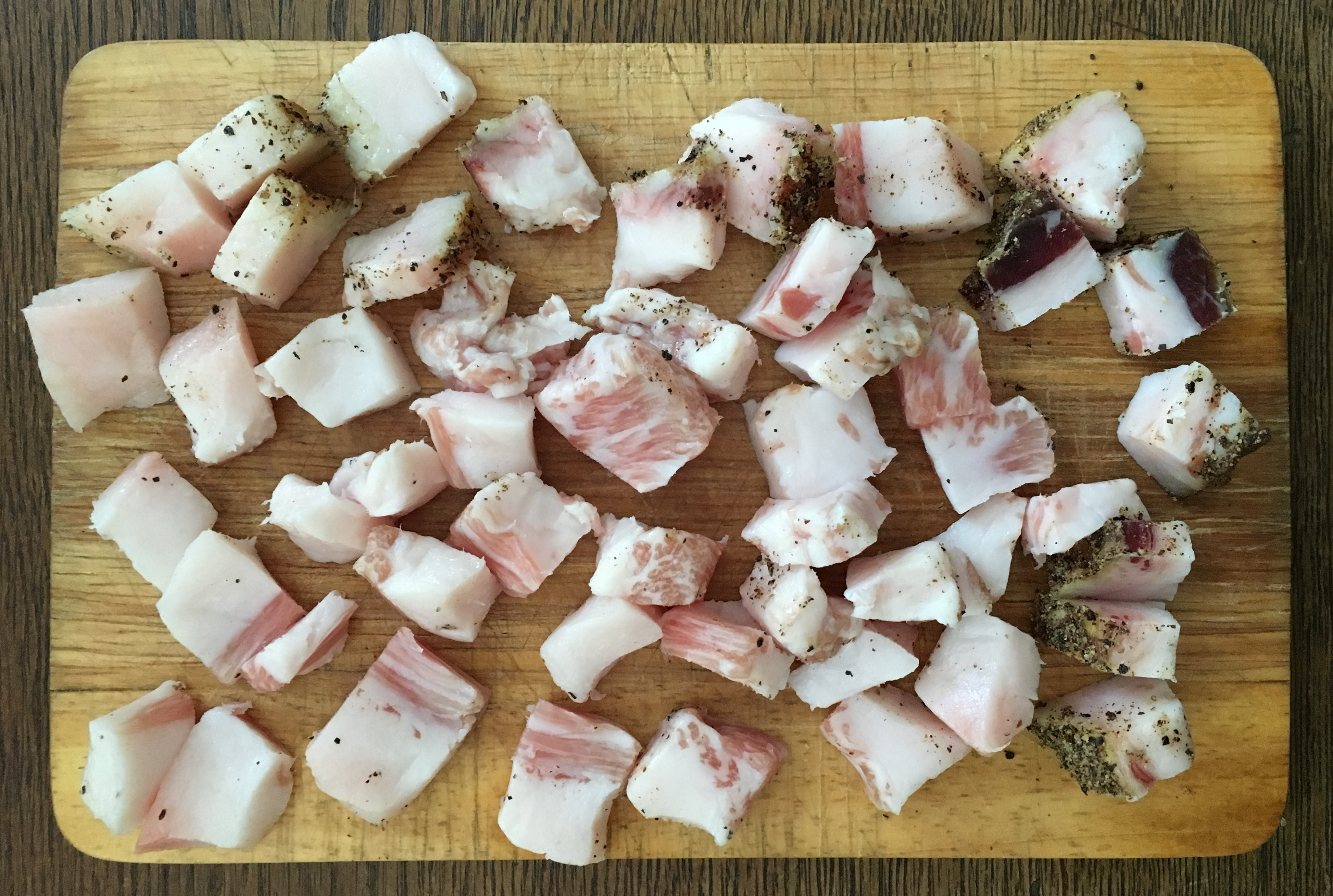
Guanciale pokrojone w grubą kostkę

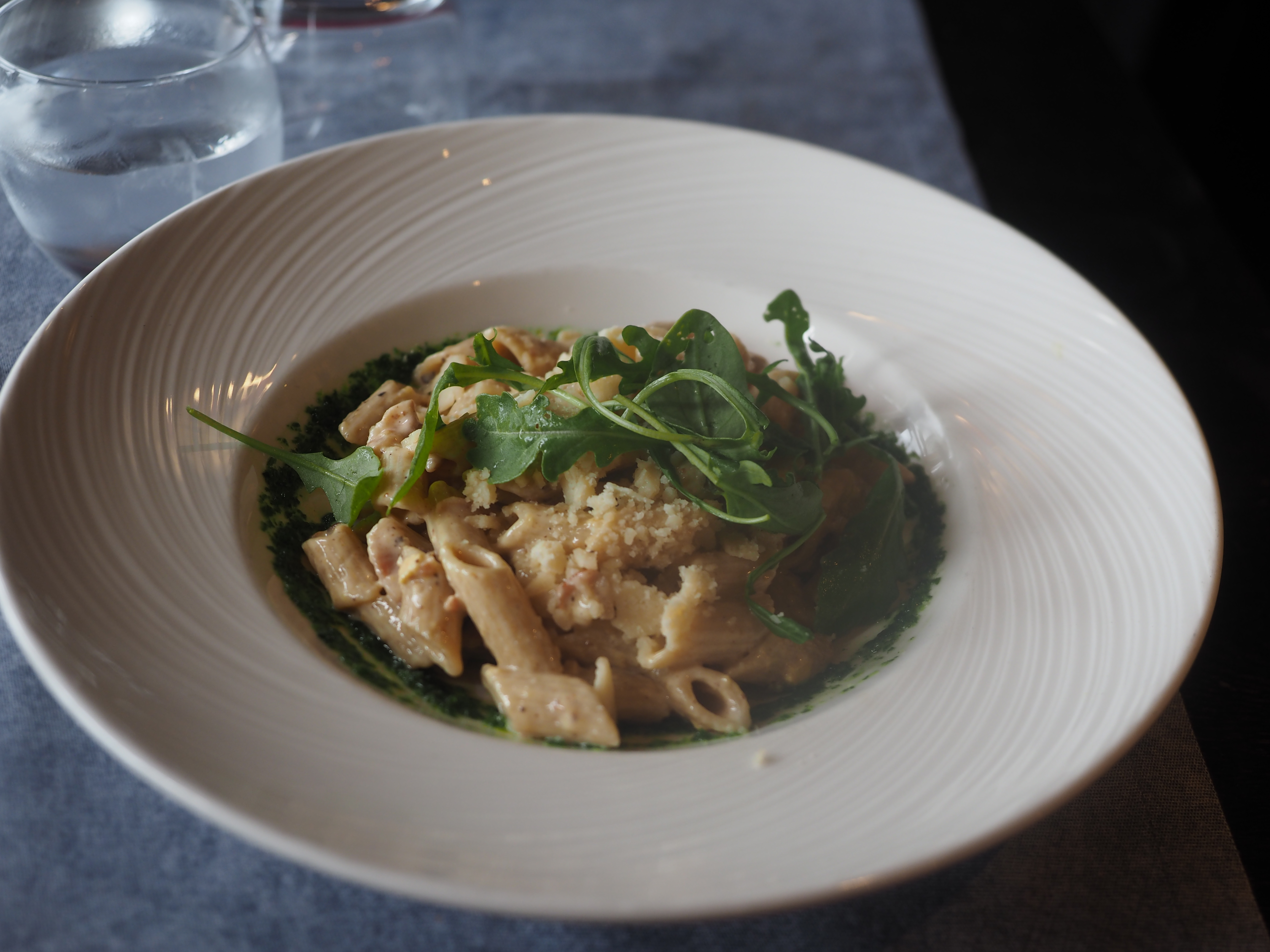
Penne alla carbonara podane z liśćmi rukoli

W niektórych przepisach zamiast całych jaj używa się samych żółtek. Pieprz jest obowiązkowy. Najpowszechniej używanym makaronem jest spaghetti (spaghetti alla carbonaraⓘ). Tuż za nim plasuje się bucatini. Używa się też m.in. makaronu w kształcie tzw. rurek (penne, rigatoni, maccheroni).
Kwestią sporną jest dodatek śmietany. Zdaniem tradycjonalistów dodanie jej do carbonary jest błędem. Używają jej głównie obcokrajowcy. Inne rzadziej spotykane składniki (głównie poza granicami Włoch) to np. smażona cebula, czosnek lub białe wino.

## Sposób przygotowania
Makaron należy ugotować al dente w osolonej wodzie, zaś wieprzowinę pokroić w drobne kawałki i podsmażyć na patelni z rozgrzanym smalcem lub oliwą aż stanie się chrupiąca (ale nie zanadto). Jajka należy delikatnie ubić ze startym serem i świeżo zmielonym pieprzem. Istnieją różne metody łączenia masy jajecznej z makaronem (i mięsem) – istotne jest by jajka zbytnio się nie ścięły: powinny zaledwie zacząć krzepnąć, a powstały sos powinien mieć kremową konsystencję:
- Pierwszy sposób polega na wymieszaniu masy jajecznej ze świeżo ugotowanym, odsączonym, gorącym makaronem z również gorącym mięsem – z dala od ognia, np. w naczyniu w którym potrawa będzie podawana: ciepło makaronu, mięsa i jego tłuszczu powinno wystarczyć do „podgotowania” masy jajecznej[1];
- Metody polegające na wrzuceniu odcedzonego makaronu na patelnię z mięsem (i tłuszczem):
  - mięso i makaron należy wymieszać, zdjąć z ognia, odczekać aż temperatura mieszaniny nieco spadnie, wlać masę jajeczną i wymieszać całość[2].
  - mięso i makaron należy wymieszać na wolnym ogniu, następnie, trzymając patelnię ponad palnikiem (bez ich bezpośredniego kontaktu), wlać masę jajeczną, całkowicie zdjąć z ognia i szybko wymieszać całość[3].
  - mięso i makaron należy wymieszać na wolnym ogniu, następnie, trzymając patelnię ponad palnikiem (bez ich bezpośredniego kontaktu), wlać masę jajeczną i zręcznie podrzucić makaron w taki sposób by błyskawicznie wymieszać całość[3].
- Starsze przepisy zalecają intensywne mieszanie masy jajecznej, mięsa i tłuszczu z odsączonym makaronem na wolnym ogniu w garnku, w którym się gotował[1];

Tak przygotowany makaron można posypać serem. Potrawę podaje się natychmiast po przyrządzeniu.

## Historia
Pochodzenie potrawy i jej nazwy nie jest do końca znane. Nie istnieją źródła potwierdzające istnienie tego specjału przed II wojną światową.
Jedna z teorii mówi, że carbonara powstała w ostatnich latach II wojny światowej za sprawą przebywających w Rzymie amerykańskich żołnierzy, którzy połączyli najbardziej znane im składniki, czyli jajka i bekon (czy też lubiane przez nich połączenie tych dwóch składników), z włoskim makaronem spaghetti. Przepis miał zostać później udoskonalony w Rzymie. Być może  wyspecjalizowała się w tym daniu jakaś tamtejsza restauracja o nazwie Carbonara i stąd jego nazwa.
Według innej teorii, węglarze (wypalacze węgla trudniący się też jego sprzedażą) z Lacjum mieli wymyślić carbonarę wzorując się na znanej wcześniej potrawie cacio e uova. Cacio e uova (dosłownie: „ser i jajka”) to popularny w środkowych i południowych Włoszech makaron wymieszany wpierw z rozpuszczonym smalcem, a następnie z ubitymi jajkami i startym serem. Zdaniem innych, carbonara została przywieziona do Lacjum przez węglarzy z Umbrii zmierzających z węglem na sprzedaż do Rzymu. Inna teoria głosi, że carbonarę spopularyzowała w Rzymie rodzina węglarzy, która osiedliwszy się tam otworzyła trattorię. Z tą wersją historii wiązana jest mieszcząca się na placu Campo de’ Fiori restauracja La Carbonara (założona w 1912 roku).
Teorie wiążące pochodzenie tej potrawy z węglarzami wywodzą się z jej nazwy. Słowo carbonara oznacza w niektórych dialektach włoskich mielerz, standardowo nazywanego carbonaia. Węglarz to w języku włoskim carbonaio (l.mn. carbonai). Słowo carbonaro oznacza zaś członka stowarzyszenia karbonariuszy (l.mn. carbonari). Nazwa tej potrawy może nawiązywać też do jednego z jej składników – czarnego pieprzu, który był do niej dodawany rzekomo w tak dużych ilościach, że aż pokrywał czarnym pyłem ubrania przyprawiających.